# Dayat Aoua
Dayat Aoua  (in arabo ضاية عوا‎?) è un centro abitato e comune rurale del Marocco situato nella provincia di Ifrane, regione di Fès-Meknès. Conta una popolazione di 9 854 abitanti (censimento 2014).